# William Cavendish-Bentinck, Công tước thứ 3 xứ Portland
William Henry Cavendish Cavendish-Bentinck, Công tước thứ 3 xứ Portland (1738-1809) là đảng viên của đảng Whig và đảng Tory. Ông làm Thủ tướng Vương quốc Anh năm 1783 và Thủ tướng Vương quốc Liên hiệp Anh và Ireland từ năm 1807 đến năm 1809. Nữ vương Elizabeth II là hậu duệ của ông qua mẹ bà Elizabeth Bowes-Lyon.